# Zamość
Zamość [ˈzamɔɕt͡ɕ] ist eine Stadt in der Woiwodschaft Lublin im südöstlichen Teil Polens. Sie liegt rund 240 km südöstlich der Hauptstadt Warschau und 110 km nordwestlich von Lemberg (Ukraine) in der Landschaft Roztocze.
Die kreisfreie Stadt ist Sitz des Landkreises Zamość, der eigenständigen Landgemeinde Zamość und war Hauptstadt der gleichnamigen Woiwodschaft.
Die Stadt wurde ab 1578 unter der Leitung des venezianischen Baumeisters Bernardo Morando als Idealstadt erbaut, was ihr den Namen Padua des Nordens einbrachte. Die Altstadt gehört seit 1992 zum Weltkulturerbe der UNESCO.

## Geographie
Die Hochebene (rund 200 m n.p.m.) ist waldreich und wird von den Flüssen Wieprz und Tanew durchschnitten, zwei östlichen Nebenflüssen der Weichsel. Im Norden – bei der Stadt Krasnystaw und dem Dorf Skierbieszów – ging im Juli 1915 ein langer Stellungskrieg in einen Vormarsch nach Osten über.

## Geschichte

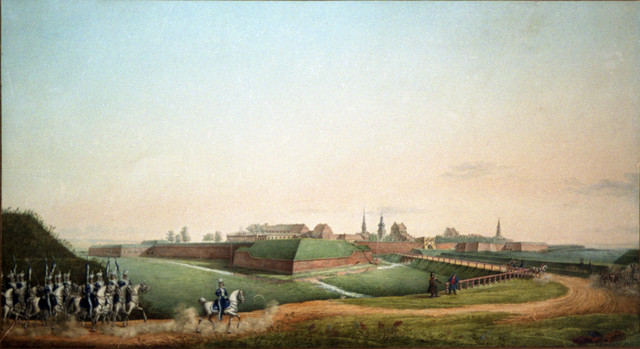
Festung Zamosc
(Aquarell des Festungsbaumeisters Jan Pawel Lelewel um 1825)

Die Stadt ist nach ihrem Gründer Jan Zamoyski benannt, einem polnischen Magnaten, der u. a. in Padua studiert hatte und ab 1576, zur Zeit der Lubliner Union mit Litauen, höchste Staatsämter bekleidete. Zamoyski hatte den italienischen Architekten Bernardo Morando nach Polen berufen, um mit ihm eine ideale Stadt im Sinn der italienischen Renaissance zu errichten. Morando (um 1540–1600) war zeitweise Bürgermeister von Zamość, wurde geadelt und gründete eine Familie.
Während des Chmelnyzkyj-Aufstands im Jahr 1648 wurde hier der Waffenstillstand von Zamość zwischen Johann II. Kasimir und den Kosaken geschlossen. 
Im Jahr 1720 fand in Zamość eine Synode der Ukrainischen Griechisch-Katholischen Kirche statt, auf der wichtige Beschlüsse zur Reform der Liturgie gefasst wurden.
Zwischen 1772 und 1809 gehörte die Stadt zu Österreich als Teil des Kronlandes Galizien (ab 1783 Sitz des Zamoscer Kreises), zwischen 1809 und 1815 zum Herzogtum Warschau und für die folgenden rund 100 Jahre zum unter russischer Herrschaft stehenden Kongresspolen. Um 1870–1880 waren fast ein Drittel der Einwohner Juden. Oft gab es Uneinigkeiten zwischen den Chassidim und den liberalen Anhängern der Haskala, aus der auch Leib Perez hervorging.

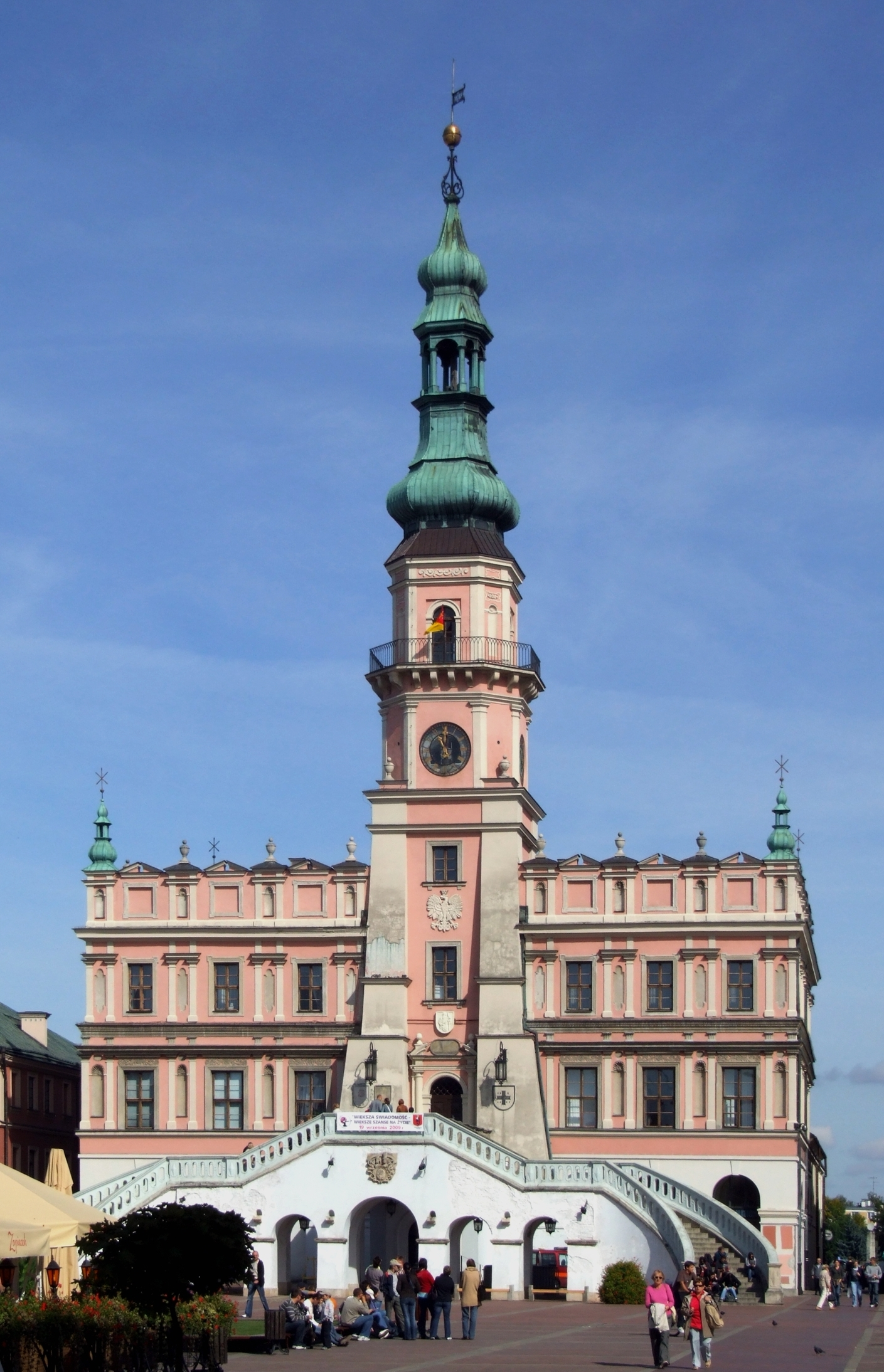
Rathaus

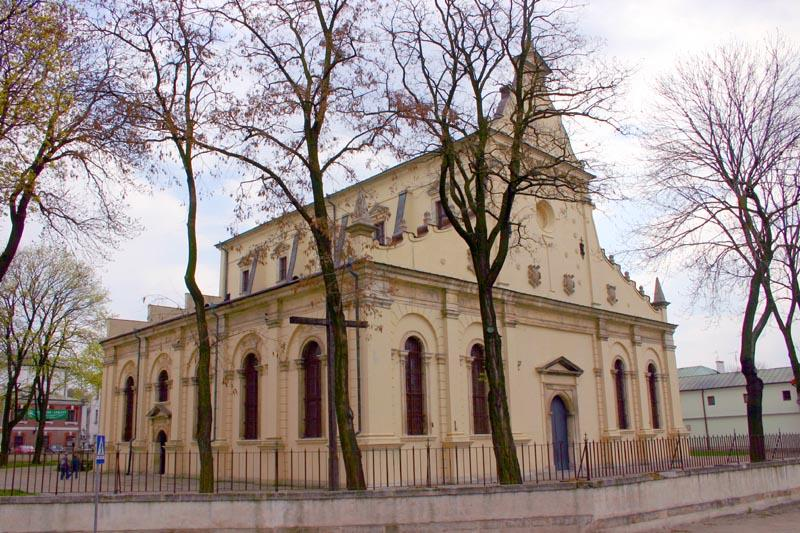
Kollegiatkirche

In der Zwischenkriegszeit lag die Region (Wyżyna Lubelska) fast im Zentrum Polens und wurde früher – mit den heute ukrainischen Gebieten östlich des Bug – Wolhynien genannt.
Im Zweiten Weltkrieg gehörte die Region zum deutschen Generalgouvernement (1939–1944), das im besetzten Polen errichtet wurde. Kreishauptmann war in dieser Zeit Helmut Weihenmaier. Ein Teil der jüdischen Bevölkerung konnte vor der Besetzung fliehen, mehrere tausend Juden wurden im Ghetto Zamość zusammen mit deportierten Juden interniert und in den Vernichtungslagern ermordet.
In der Aktion Zamość sollte die polnische Bevölkerungsmehrheit durch deutsche Siedler, die als „Wehrbauern“ in der SS-Landwacht Zamosc organisiert waren und hauptsächlich aus Bessarabien und Kroatien stammten, „germanisiert“ werden. In dieser Zeit trug die Stadt in den Planungen den Namen Himmlerstadt, später auch Pflugstadt. 1944 wurde die Stadt schließlich von der Roten Armee befreit; die Region war von 1945 bis August 1991 Grenzgebiet zur Sowjetunion, danach bis heute Grenzgebiet zur Ukraine.
Von 1975 bis 1998 war die Stadt Sitz der Woiwodschaft Zamość, die im Zuge einer Gebietsreform 1999 in der Woiwodschaft Lublin aufging.
Die Adelsfamilie der Zamoyski wurde von den Nationalsozialisten und später von den Kommunisten drangsaliert. Marcin Zamoyski, ein Spross der Familie, war 1990–1992, 2002–2014 Stadtpräsident und 1992–1994 Woiwode der Woiwodschaft Zamość. Seit 2014 bekleidet Andrzej Wnuk das Amt des Stadtpräsidenten.

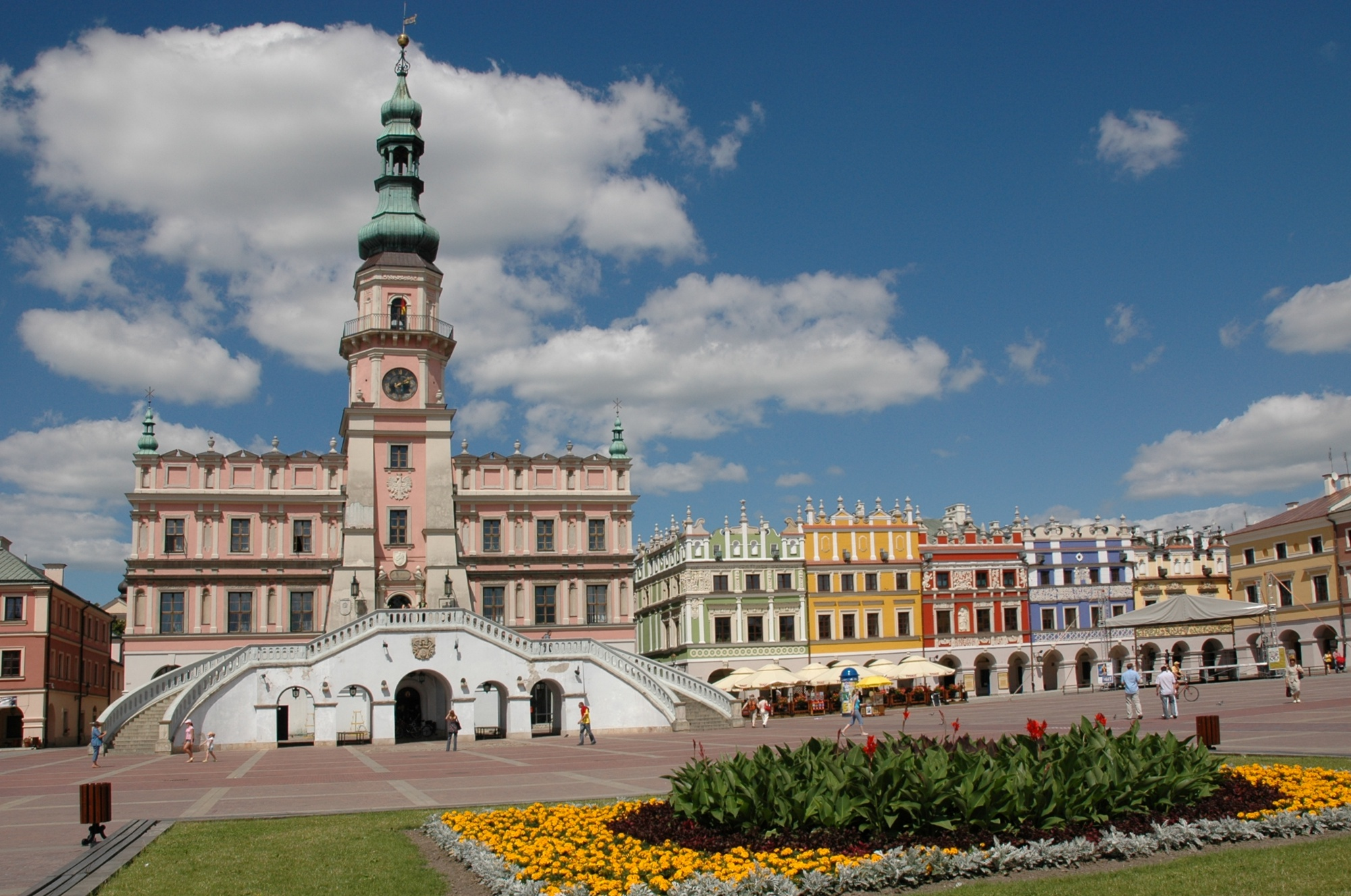
Großer Markt und Rathaus

## Sehenswürdigkeiten
- Das Rathaus mit geschwungener Freitreppe und einem 52 m hohen achteckigen Uhrenturm am Großen Markt.

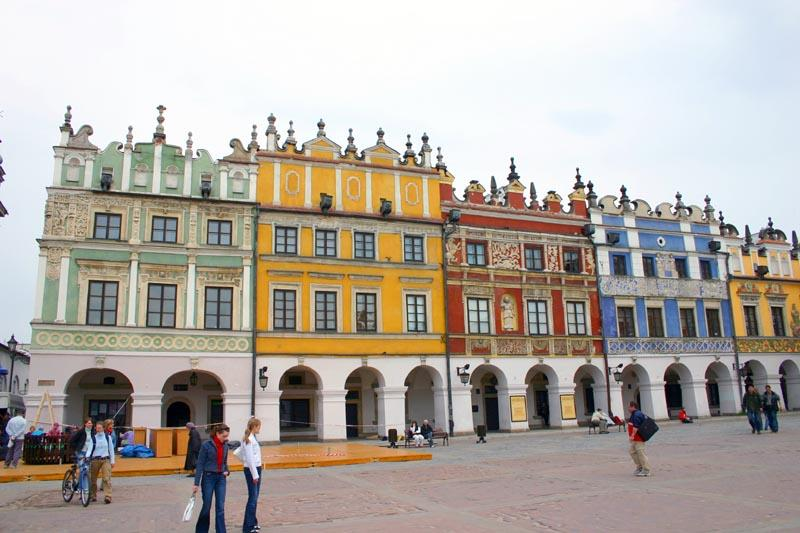
Armenische Bürgerhäuser am Großen Markt, heute Stadtmuseum

- Das Haus zum Engel gilt als das Prächtigste der sogenannten Armenischen Häuser am Großen Markt. Es beherbergt seit 1941 das regionalgeschichtliche Museum Zamojskie.
- Altstadt, von Bernardo Morando (ca. 1540–1600) als „ideale Stadt“ geplant und errichtet, mit Festungsbauten und farbenprächtigen, reich verzierten Bürgerhäusern, seit 1992 Weltkulturerbe der UNESCO.[4]

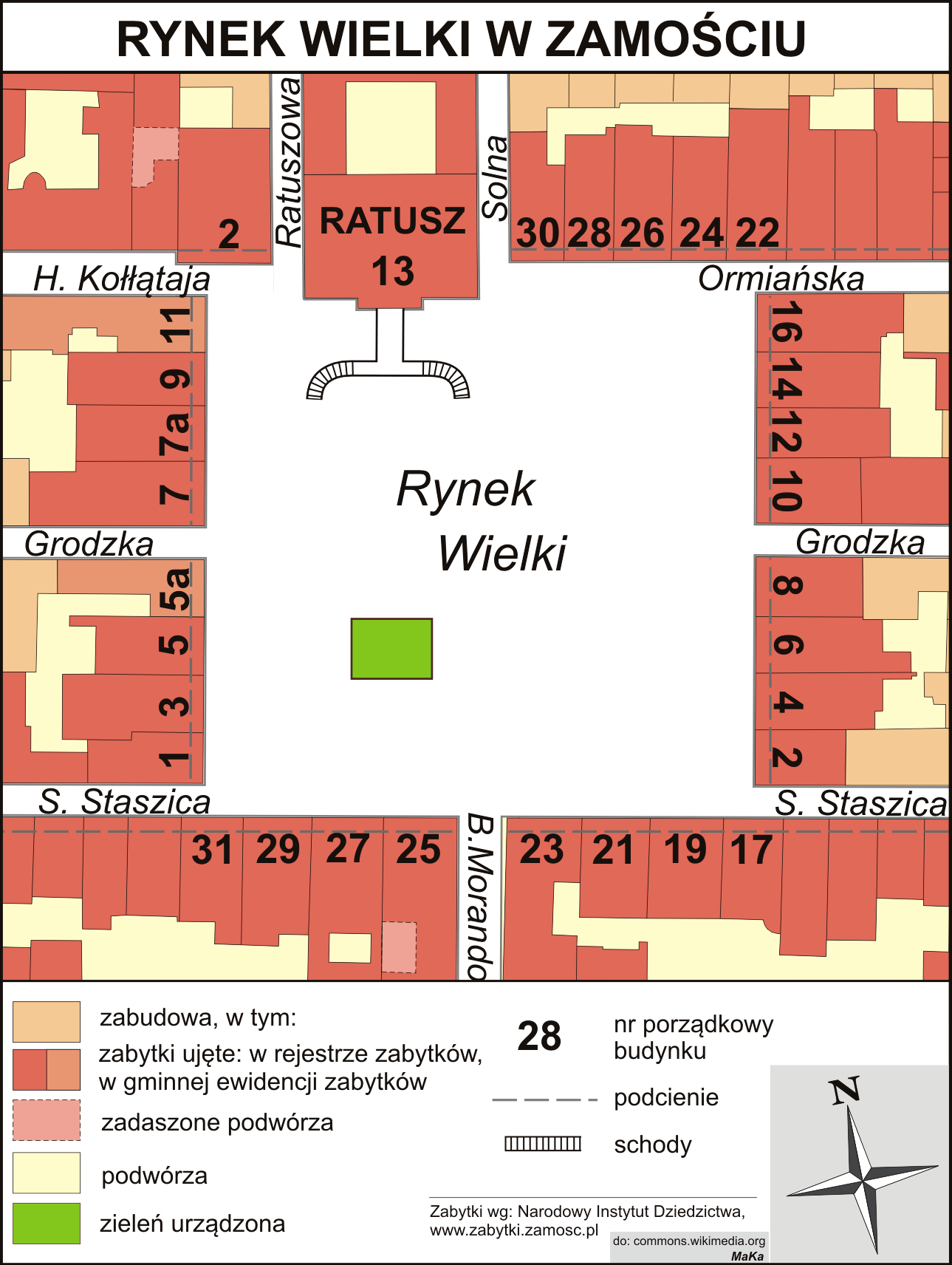
Der Große Markt (pl. Rynek Wielki) von Zamość, auf dem sich viele Sehenswürdigkeiten befinden

- Die Kollegiatkirche, ebenfalls nach Entwürfen Bernardo Morandos von 1587 bis 1630 erbaut, gehört zu Polens schönsten Kirchen aus der Zeit des Manierismus. Sie ist die Kathedralkirche des seit 1992 bestehenden Bistums Zamość-Lubaczów.

## Verkehr
Auf dem Gebiet der Landgemeinde befindet sich der Sportflugplatz Zamość-Mokre (ICAO-Code EPZA) mit zwei Grasbahnen von 800 und 600 m Länge.
Durch Zamość führt die Bahnstrecke Zawada–Hrubieszów. Im Norden betreibt das Unternehmen Laude Smart Intermodal ein Güterverkehrszentrum an der Linia Hutnicza Szerokotorowa.
In Zamość kreuzen sich die Straßen Droga krajowa 74 und Droga krajowa 17.

## Landgemeinde Zamość
Die kreisfreie Stadt ist von einer eigenständigen Landgemeinde umgeben. Die Gmina wiejska Zamość (bis 1973 Gmina Mokre) hat eine Fläche von 196 km² und 23.212 Einwohner (Stand 31. Dezember 2020).

## Persönlichkeiten

### Söhne und Töchter
- Jan Sobiepan Zamoyski (1627–1665), polnischer Adeliger und Magnat, General und Beamter im Staatsdienst der Republik Polen-Litauen
- Pawel Kukolnik (1795–1884), Historiker
- Alexander Zederbaum (1816–1893), hebräisch-jiddischer Schriftsteller; Pionier des hebräischen Journalismus
- Itzhok Lejb Perez (1852–1915), Schriftsteller; Mitbegründer der modernen jiddischen Literatur und der jüdischen Belletristik
- Irene Lieblich (1923–2008), Dichterin, Malerin und Illustratorin
- Rosa Luxemburg (1871–1919), kommunistische Politikerin; die 1979 an ihrem Geburtshaus angebrachte Gedenktafel ließ der Lubliner Woiwode im März 2018 als „kommunistische Propaganda“ entfernen.[6]
- Leopold Skulski (1877–1940), Chemiker, Politiker und Ministerpräsident
- Moshe Zalcman (1909–2000), polnischer Kommunist, 10 Jahre im GULAG; umfassende Veröffentlichungen auf Jiddisch und Französisch.
- Joseph Epstein (1911–1944), polnischer Kommunist; ab 1931 im französischen Exil; als „Colonel Gilles“ Kämpfer der Résistance.
- Marek Grechuta (1945–2006), Sänger und Komponist
- Anna Solecka (* 1954), Malerin und Fotografin
- Piotr Szewc (* 1961), Lyriker, Prosaschriftsteller, Essayist und Literaturkritiker
- Beata Ścibakówna (* 1968), Schauspielerin
- Anna Jakubczak (* 1973), Leichtathletin
- Jakub Julian Ziółkowski (* 1980), Maler
- Przemysław Tytoń (* 1987), polnischer Fußballspieler
- Bartłomiej Proć (* 1999), Radrennfahrer

### Ehrenbürger
- Karl-Friedrich Binder (1937–2012), langjähriger Oberbürgermeister der Partnerstadt Schwäbisch Hall (1995 verliehen)
- Johannes Paul II. (1920–2005), Papst
- Lech Wałęsa (* 1943), Politiker und Friedensnobelpreisträger

## Politik

### Stadtpräsident
An der Spitze der Stadtverwaltung steht der Stadtpräsident. Von 2014 bis 2024 war dies Andrzej Wnuk, der mit seinem eigenen Wahlkomitee antrat, aber 2018 auch von der PiS unterstützt wurde. Die turnusmäßige Wahl im April 2024 führte zu folgenden Ergebnis:
- Rafał Zwolak (Wahlkomitee Rafał Zwolak) 39,2 % der Stimmen
- Adrzej Wnuk (Wahlkomitee Andrzej Wnuk) 26,4 % der Stimmen
- Agniesza Jaczyńska (Koalicja Obywatelska) 18,2 % der Stimmen
- Sławomir Zawiślak (Wahlkomitee „Lokaler Entwicklungsverein Zamość“) 12,6 % der Stimmen
- Darius Zagdański (Wahlkomitee „Darius Zagdański Gemeinsam in die Zukundft“) 3,6 % der Stimmen

In der damit notwendigen Stichwahl wurde Zwolak mit 64,8 % der Stimmen gegen Amtsinhaber Wnuk zum neuen Stadtpräsidenten gewählt.
Die turnusmäßige Wahl im Oktober 2018 führte zu folgenden Ergebnis:
- Adrzej Wnuk (Wahlkomitee Andrzej Wnuk / Prawo i Sprawiedliwość) 51,5 % der Stimmen
- Marta Pfeifer (Wahlkomitee Marta Pfeifer) 19,4 % der Stimmen
- Sławomir Ćwik (Koalicja Obywatelska für Zamość) 17,8 % der Stimmen
- Sławomir Sachajko (parteilos) 11,3 % der Stimmen

Damit wurde Wnuk bereits im ersten Wahlgang für eine weitere Amtszeit wiedergewählt.

### Stadtrat
Der Stadtrat umfasst 23 Mitglieder, die direkt gewählt werden. Die Wahl im Oktober 2018 führte zu folgendem Ergebnis:
- Prawo i Sprawiedliwość (PiS) 28,2 % der Stimmen, 8 Sitze
- Wahlkomitee Rafał Zwolak 25,6 % der Stimmen, 6 Sitze
- Koalicja Obywatelska für Zamość (KO) 24,9 % der Stimmen, 6 Sitze
- Wahlkomitee Andrzej Wnuk 11,2 % der Stimmen, 3 Sitze
- Wahlkomitee „Lokaler Entwicklungsverein Zamość“ 6,3 % der Stimmen, kein Sitz
- Wahlkomitee „Darius Zagdański Gemeinsam in die Zukundft“ 3,8 % der Stimmen, kein Sitz

Die Wahl im Oktober 2018 führte zu folgendem Ergebnis:
- Prawo i Sprawiedliwość (PiS) 30,2 % der Stimmen, 9 Sitze
- Koalicja Obywatelska für Zamość (KO) 26,5 % der Stimmen, 6 Sitze
- Wahlkomitee Andrzej Wnuk 21,7 % der Stimmen, 4 Sitze
- Wahlkomitee Marta Pfeifer 14,6 % der Stimmen, 4 Sitze
- Kukiz’15 6,9 % der Stimmen, kein Sitz

### Partnerstädte
Zamość listet folgende acht Partnerstädte auf:
| Stadt           | Land                            | seit |
| --------------- | ------------------------------- | ---- |
| Bardejov        | Prešovský kraj, Slowakei        | 2003 |
| Fountain Hills  | Arizona, Vereinigte Staaten     | 2014 |
| Loughborough    | England, Vereinigtes Königreich | 1998 |
| Luzk            | Wolyn, Ukraine                  | 2005 |
| Schowkwa        | Lwiw, Ukraine                   | 1991 |
| Schwäbisch Hall | Baden-Württemberg, Deutschland  | 1989 |
| Sighișoara      | Siebenbürgen, Rumänien          | 2007 |
| Sumy            | Ukraine                         |      |
| Weimar          | Thüringen, Deutschland          | 2012 |